# 李子彬
李子彬（1940年—），男，辽宁锦西人，中华人民共和国政治人物。

## 生平
1958年考入清华大学工程化学系。1964年毕业后，在内蒙古包头市202厂任技术员。
1971年10月，调至辽宁省锦西县工业局任技术员；1982年10月，又调至锦西化工厂研究所，在研究所历任助理工程师、副所长。1982年12月，升任锦西化工总厂副总工程师；1984年01月升任总厂第一副厂长，07月升任厂长。
1989年07月，调任辽宁省锦西市市委常委、副市长，进入政界。1991年12月，任化学工业部副部长、党组成员。1994年11月，调任广东省深圳市委副书记、副市长，1995年05月升任市长。
2000年04月，调回国务院，任国家发展计划委员会副主任、党组成员，国务院西部地区开发领导小组办公室副主任；2004年03月，发计委更名为国家发展和改革委员会，实际职务无变化。
2006年12月退休后，任中国中小企业协会会长至今。